# Registre electrònic d'empreses licitadores
El Registre electrònic d'empreses licitadores, conegut com a RELI, és un registre electrònic licitadores de la Generalitat de Catalunya. En l'àmbit de l'Administració de la Generalitat de Catalunya, la Junta Consultiva de Contractació Administrativa gestiona el RELI, en el qual es troben les dades i els documents de la personalitat jurídica, la capacitat d'obrar, la representació i la solvència, relatius a les empreses que volen subscriure contractes amb les administracions catalanes.
El Registre és públic, té caràcter voluntari, validesa indefinida i format electrònic, conté dades vigents i és gratuït. És una evolució de l'anterior Registre de Licitadors (Rli), vigent fins al 7 de setembre de 2005, data en què va entrar en funcionament el nou RELI. Es poden inscriure en el RELI les persones físiques i les persones jurídiques tant espanyoles com estrangeres, comunitàries o extracomunitàries.